# Серцево-судинні захворювання
Серцево-судинні захворювання (ССЗ) — клас захворювань, які пов'язані з патологією серця або кровоносних судин, загальна назва захворювань системи кровообігу. До серцево-судинних захворювань належать ішемічна хвороба серця (до якої зараховують стенокардію та інфаркт міокарда (відомий як серцевий напад). До ССЗ також зараховують інсульт, серцеву недостатність (зокрема, пов'язану з високим кров'яним тиском), кардіоміопатію, аритмію, вроджені і набуті вади серця, аневризму аорти, хвороби периферійних артерій, тромбоз, тромбофлебіт.
Серцево-судинні захворювання є найбільш частою причиною смерті у світі. Ішемічна хвороба серця — основна причина летальності від серцево-судинних захворювань.
ССЗ — це перша причина смерті в світі: щорічно більше людей помирає від ССЗ, ніж від будь-якої іншої причини. За оцінками ВООЗ 17,9 мільйона людей загинули від ССЗ у 2016 році, що становить 31 % від усіх смертей у світі. З них 85 % смертей — через серцевий напад та інсульт.
Понад три чверті випадків смерті від ССЗ мають місце у країнах з низьким та середнім рівнем доходу. Із 17 мільйонів передчасних випадків смерті (у віці до 70 років) від неінфекційних захворювань 2015 року, 82 % відбуваються у країнах з низьким та середнім рівнем доходу, а 37 % — через ССЗ.
Більшості серцево-судинних захворювань можна запобігти, враховуючи поведінкові фактори ризику, такі як: вживання тютюну, нездорове харчування та ожиріння, фізичну бездіяльність та надмірне вживання алкоголю, за допомогою загальнонаселенних стратегій.
Люди з серцево-судинними захворюваннями або які мають високий серцево-судинний ризик (через наявність одного або декількох факторів ризику, таких як гіпертонія, діабет, гіперліпідемія тощо) потребують раннього виявлення та лікування, використовуючи консультації та ліки, якщо це необхідно.
Причини виникнення ССЗ залежать від типу хвороби. Ішемічна хвороба серця, інсульт і хвороби периферійних артерій пов'язані з атеросклерозом. Він може бути викликаний високим тиском, курінням, діабетом, нестачею фізичних навантажень, надлишковою вагою, підвищеним рівнем холестеролу в крові, поганим харчуванням і надмірним вживанням алкоголю. Високий тиск спричиняє 13 % смертей, викликаних ССЗ, куріння тютюну — 9 %, діабет — 6 %, нестача фізичних навантажень — 6 %, підвищена вага — 5 %.
За оцінками спеціалістів, у 90 % випадків серцево-судинним захворюванням можна запобігти. Профілактика атеросклерозу передбачає пом'якшення чинників ризику шляхом здорового харчування, помірних занять спортом та інших фізичних навантажень, уникненням тютюну та зниженням вживання алкоголю. Ефективність використання аспірину у людей, що не мають виражених проблем зі здоров'ям, недоведена. Вода насичена електронами, тобто, вода з високим від'ємним окиснювально-відновлювальним потенціалом (ОВП, один з трьох параметрів в електрохімії) прямо діє на кров і судини відновлюючи їх до стану притаманному молодій здоровій людині. Особливо при великих від'ємних ОВП від -350 до -700 мілівольт.[джерело не вказане 2664 дні]

Роки життя з поправкою на інвалідність при запальних захворюваннях серця на 100000 мешканців, 2004 р. Жовте — менше 70, червоне — більше 70

## Класифікація захворювань

### Захворювання судин
- Ішемічна хвороба серця (абр.ІХС)
- Стенокардія (підвид ІХС)
- Легенева гіпертензія
- Тромбоемболія легеневої артерії
- Хвороби периферійних артерій – хвороби судин, що постачають кров до кінцівок
- Варикоз
- Тромбоз глибоких вен
- Цереброваскулярні хвороби — хвороби судин, що постачають кров до мозку
- Атеросклероз
- Стеноз ниркової артерії
- Аневризма аорти
- Інсульт
- Внутрішньочерепна аневризма
- Кровотечі:
  - венозна
  - артеріальна
  - капілярна
  - паренхіматозна
- Лімфостаз
- Акроціаноз
- Облітеруючий тромбангіїт

### Захворювання серця
- Кардіоміопатія — хвороби серцевого м'яза
- Артеріальна гіпертензія
- Аритмії серця
- Серцева недостатність — клінічний синдром, спричинений нездатністю серця постачати потрібну кількість крові до тканин, щоби достатньою мірою забезпечити їхні метаболічні потреби
- Гіпертонічна хвороба
- Гострий інфаркт міокарда (підвид ІХС)
- Легеневе серце
- Тампонада серця
- Запалювальні процеси у серці:
  - Ендокардит
  - Міокардит
  - Перикардит
- Кардіосклероз (підвид ІХС)
- Вроджені і набуті вади серця.

## Фактори ризику

### Генетичні фактори
Генетичні фактори впливають на виникнення ССЗ у чоловіків віком менше за 55 років та жінок віком менше за 65 років. Якщо батьки людини хворіли на ССЗ, ризик виникнення ССЗ у цієї людини підвищується втричі. З ризиком ССЗ пов'язана наявність декількох однонуклеотидних поліморфізмів, але індивідуальний вплив кожного з них є незначним, а внесок генетичних чинників до розвитку серцево-судинних захворювань поки що мало вивчений.

### Вік
Вік є найважливішим чинником ризику у розвитку судинних і серцевих хвороб: з кожним десятиліттям життя ризик підвищується втричі. Атеросклеротичні бляшки можуть почати утворюватися вже у підлітковому віці. За оцінками, 82 % людей, які помирають від ішемічної хвороби серця, старші за 65 років. Водночас ризик інсульту подвоюється з кожним десятиліттям після досягнення 55-річного віку.

### Стать
Ризик ССЗ вищий для чоловіків, ніж для жінок, у яких ще не настав клімакс. Стверджують, що у жінок в менопаузі, ризик ССЗ порівняний з ризиком для чоловіків, хоча новіші дані Світової організації охорони здоров'я та ООН не підтверджують це. Якщо жінка хвора на діабет, вона має вищий ризик ССЗ, ніж чоловік з діабетом.

### Харчування
Вважається, що надмірне споживання насичених жирів, транс-жирів і солі, а також недостатнє вживання фруктів, овочів і риби, пов'язано з вищим ризиком виникнення ССЗ, але хоча все це, як стверджується впливає на збільшення виникнення ССЗ, деякі з цих суджень, є спірними (суперечка щодо насичених жирів). Світова організація охорони здоров'я відносить на рахунок низького споживання фруктів і овочів приблизно 1,7 млн смертей щорічно. Кількість споживаної солі також є важливим детермінантом рівня кров'яного тиску і загального ризику виникнення серцево-судинних захворювань. Часте споживання висококалорійної їжі, як-от продуктів, що пройшли технологічну обробку і багаті на жири та цукор, сприяє збільшенню ваги тіла і може підвищити ризик ССЗ.  Згідно з одним кокранівським оглядом, заміна насичених жирів поліненасиченими жирами (рослинними жирами) знижує ризик ССЗ.

## Діагностика
Для діагностики серцево-судинних захворювань використовують електрокардіографію, ехокардіографію, знімки міокарду з використанням ядерної медицини, велоергометрію і ультразвук сонної артерії.
Симптоми інфарктів та інсультів
Часто відсутні симптоми основного захворювання кровоносних судин. Серцевий напад або інсульт можуть бути першим попередженням про основне захворювання. Симптомами інфаркту є:
- біль або дискомфорт в центрі грудної клітки;
- біль або дискомфорт в руках, лівому плечі, ліктях, щелепі або спині.

Крім того, у людини можуть виникнути утруднення дихання або задишка; відчуття нудоти або блювоти; відчуття неясного або непритомного стану; холодний піт; бліде обличчя. У жінок частіше спостерігається задишка, нудота, блювота, болі в спині або щелепі.
Найпоширеніший симптом інсульту — раптова слабкість обличчя, руки чи ноги, найчастіше на одному боці тіла. Інші симптоми охоплюють раптовий початок:
- оніміння обличчя, руки або ноги, особливо з одного боку тіла;
- плутанина, складнощі з вимовою чи розумінням мови;
- важкість бачення одним або обома очима;
- утруднення ходьби, запаморочення, втрата рівноваги або координації;
- сильний головний біль без відомих причин;
- непритомність.

Люди, які відчувають ці симптоми, повинні негайно звернутися за медичною допомогою.

## Епідеміологія

Смертність від серцево-судинних захворювань на мільйон осіб 2012 року за країнами. Жовте - 318....925 осіб, червоне - 5272....10233

### В Україні
За даними Державного комітету статистики України (від 23.01.2012 р.), смертність від серцево-судинних захворювань посідає перше місце в структурі смертності і становить 66,6 %; далі йдуть онкологічні захворювання (12,7 %), хвороби шлунково-кишкового тракту (3,8 %), захворювання органів дихання (2,8 %) та інше.

## Вроджені зміни
Зрідка бувають випадки, коли серце повністю відсутнє (аплазія) або присутнє в зачатковому вигляді, оскільки це несумісно з життям і зазвичай призводить до внутрішньоутробної смерті.
В інших, більш частих випадках, не було правильного розвитку частини серця з наслідком утворення міжпередсердних або міжшлуночкових проходів (шунтів): передсердний дефект (або відкритий овальний отвір) і міжшлуночковий дефект. Причини можуть бути множинними, зокрема, генетичні або токсичні й інфекційні ураження під час розвитку плода.
Варто також пам'ятати:
- декстрокардія;

- тетрада Фалло;

Тетрада Фалло: (згори - донизу) стеноз легеневої артерії, кавалерійська аорта, прохідність міжшлуночкової перегородки, гіпертрофія правого шлуночка.

- атрезія трикуспідального клапана;

- синдром гіпоплазії лівих відділів серця;

- аномалія Ебштейна;

- прохідність артеріальної протоки (Боталова протока);

- коарктація аорти;

- судинні кільця;

- транспозиція великих судин;

- аномальне відгалуження лівої вінцевої артерії від легеневої артерії (Синдром Бланда – Уайта – Гарланда);

- вроджений стеноз аорти, мітральний, легеневий, тристулковий;

- вроджена аортальна, мітральна, легенева, трикуспідальна недостатність.